# Dilazep
Dilazep je vazodilatator koji deluje kao inhibitor adenozinskog preuzimanja.

## Spoljašnje veze
|  | Molimo Vas, obratite pažnju na važno upozorenje u vezi sa temama iz oblasti medicine (zdravlja). |